# (6675) Sisley
(6675) Sisley – planetoida z pasa głównego asteroid okrążająca Słońce w ciągu 5 lat i 153 dni w średniej odległości 3,08 j.a. Została odkryta 29 września 1973 roku przez Cornelisa van Houtena, Ingrid van Houten-Groeneveld i Toma Gehrelsa na płytach fotograficznych wykonanych w Obserwatorium Palomar. Nazwa planetoidy pochodzi od Alfreda Sisleya (1839–1899), francuskiego malarza impresjonisty. Przed nadaniem nazwy planetoida nosiła oznaczenie tymczasowe (6675) 1493 T-2.